# Andi Shuiku (reservoar i Kina, Shandong)
Andi Shuiku är en reservoar i Kina. Den ligger i provinsen Shandong, i den östra delen av landet, omkring 150 kilometer sydost om provinshuvudstaden Jinan. Andi Shuiku ligger 166 meter över havet. Arean är 26,0 kvadratkilometer. Trakten runt Andi Shuiku består till största delen av jordbruksmark. Den sträcker sig 11,3 kilometer i nord-sydlig riktning, och 8,6 kilometer i öst-västlig riktning.
Genomsnittlig årsnederbörd är 938 millimeter. Den regnigaste månaden är juli, med i genomsnitt 328 mm nederbörd, och den torraste är januari, med 6 mm nederbörd.